# Nuwakot (Arghakhanchi)
Nuwakot (nepalski: नुवाकोट, trl. Nuvākoṭ, trb. Nuwakot) – gaun wikas samiti w zachodniej części Nepalu w strefie Lumbini w dystrykcie Arghakhanchi. Według nepalskiego spisu powszechnego z 2011 roku liczył on 1602 gospodarstwa domowe i 6490 mieszkańców (3775 kobiet i 2715 mężczyzn).